# Letterlocking
Letterlocking is het vouwen van brieven op een persoonlijke wijze om de brief te beveiligen en stiekem lezen onmogelijk te maken. Letterlocking is even persoonlijk als het plaatsen van een handtekening.
Het proces dateert uit de 13e eeuw in de westerse geschiedenis, wat overeenkomt met de beschikbaarheid van flexibel schrijfpapier. Letterlocking maakt gebruik van kleine sleuven, lipjes en gaten die rechtstreeks in een brief worden geplaatst, die in combinatie met vouwtechnieken worden gebruikt om de brief ("letterpacket") vast te zetten, waardoor wordt voorkomen dat de brief wordt gelezen zonder zegels of slips te verbreken, wat een middel is tegen sabotage. Deze vouwen en gaten kunnen extra worden vastgezet met touw en zegellak.